# Cisco (Teksas)
Cisco – miasto w hrabstwie Eastland w stanie Teksas. W 2000 roku miasto liczyło 3851 mieszkańców.
Conrad Hilton w 1919 przybył do tego miasteczka by kupić bank, który okazał się zbyt drogi więc kupił hotel "Mobley Hotel" rozpoczynając tym samym sieć hotelową Hilton. Obecnie "Mobley Hotel" jest muzeum.

## Demografia
Według danych z 2000 mieszkało 3851 osób, 1491 gospodarstwa domowe i 970 rodzin. 
Skład etniczny:
- Biali 90%,
- Afroamerykanie 4%,
- Indianie 1%,
- inne 5%

Grupy wiekowe:
- 0-18 lat: 24%
- 18-24 lat: 13%
- 25-44 lat: 22%
- od 45 wzwyż: 41%

Średnia wieku 38 lat.